# 罕乌拉龙
罕乌拉龍（學名："Hanwulosaurus"）是甲龍下目恐龍的一屬，生存於白堊紀晚期的中國。這個學名最早出現於2001年的新華社新聞，但是後來沒有經過正式的敘述、命名，目前的狀態是個無資格名稱。
罕乌拉龍的化石發現於中國內蒙古，是一個大部分骨骼，包含：完整的頭顱骨、脊椎、肋骨、肩胛骨、尺骨、股骨、脛骨、以及許多鱗甲。中國恐龍學家趙喜進根據非正式的估計，罕乌拉龍的身長約有9公尺，是種大型甲龍類恐龍。罕乌拉龍的化石相當完整，可能是最完整的亞洲甲龍類化石之一。